# Sylvicola adornatus
Sylvicola adornatus är en tvåvingeart som beskrevs av Yang och Xiaolong Cui 1998. Sylvicola adornatus ingår i släktet Sylvicola och familjen fönstermyggor. Inga underarter finns listade i Catalogue of Life.